# Ленокс (Калифорнија)
Ленокс (енгл. Lennox) насељено је место без административног статуса у америчкој савезној држави Калифорнија.

## Демографија
По попису из 2010. године број становника је 22.753, што је 197 (-0,9%) становника мање него 2000. године.
| Група             | 2000.          | 2010.          |
| Белци             | 810 (3,5%)     | 435 (1,9%)     |
| Афроамериканци    | 952 (4,1%)     | 765 (3,4%)     |
| Азијати           | 189 (0,8%)     | 177 (0,8%)     |
| Хиспаноамериканци | 20.602 (89,8%) | 21.162 (93,0%) |
| Укупно            | 22.950         | 22.753         |